# Rana sanguine-maculata
Espèce
"Rana" sanguine-maculata est une espèce d'amphibiens de la famille des Ranidae dont la position taxonomique est incertaine (incertae sedis).

## Répartition
Cette espèce a été découverte au "Bengale".

## Publication originale
- Bélanger, 1834 : Voyage aux Indes-Orientales, par le nord de l'Europe, les provinces du Caucase, la Géorgie, l'Arménie et la Perse, suivi de détails topographiques, statistiques et autres sur le Pégou, les Isles de Java, de Maurice et de Bourbon, sur le Cap-de-bonne-Espérance et Sainte-Hélène, pendant les années  1825, 1826, 1827, 1828, 1829, p. 291-336.